# Бодачув
Бодачув (пол. Bodaczów) — село в Польщі, у гміні Щебрешин Замойського повіту Люблінського воєводства. Населення — 2116 осіб (2011).

## Історія
За даними етнографічної експедиції 1869—1870 років під керівництвом Павла Чубинського, у селі переважно проживали польськомовні римо-католики, меншою мірою — греко-католики, які також розмовляли польською.
У 1975—1998 роках село належало до Замойського воєводства.

## Демографія
Демографічна структура станом на 31 березня 2011 року:
|          | Загалом | Допрацездатний вік | Працездатний вік | Постпрацездатний вік |
| -------- | ------- | ------------------ | ---------------- | -------------------- |
| Чоловіки | 1034    | 223                | 698              | 113                  |
| Жінки    | 1082    | 202                | 604              | 276                  |
| Разом    | 2116    | 425                | 1302             | 389                  |